# Palazzo del Governo (Pavia)
Il palazzo del Governo di Pavia, ultimato dall'architetto Carlo Morandotti, rappresenta il principale centro di coordinamento per l'amministrazione statale a livello provinciale. Il complesso, caratterizzato da un'imponente architettura e da dettagli storici di rilevanza artistica, ospita una serie di uffici e servizi che contribuiscono al funzionamento dell'ente.

## Storia
Nel 1784 l'area adiacente alla piazza della Legna, destinata alla prosecuzione della costruzione del Collegio dei Gesuiti, fu acquistata dai monaci cassinesi di San Salvatore per collocarvi una tipografia. Invece di realizzare l'edificio in stile con quanto già esistente, l'architetto incaricato progettò un edificio originale, passato in proprietà prima al tipografo Bolzani, poi a Bizzoni, acquistato infine, nel 1871, dall'amministrazione provinciale.
Nel maggio di quello stesso anno l'ingegnere capo provinciale Cesare Cattaneo, propose alcune modifiche nelle aperture di porte e finestre: individuava e caratterizzava una porzione centrale mediante trattamento a bugnato della fascia al piano terra, apriva tre portali centinati, realizza una balconata al primo piano e dotava le finestre al piano terra di incorniciature simili a quelle sovrastanti.
L'anno successivo lo stesso Cattaneo progetta il rifacimento della facciata dell'antico convento lungo il vicolo della Malora (locali occupati dalla caserma delle guardie di pubblica sicurezza), nel dicembre 1875, proponeva l'innalzamento della facciata principale sulla piazza.
Una guida cittadina del 1887 ricorda all'interno del palazzo, recentemente rinnovato, dipinti di Achille Savoia - nella sala della Deputazione gli stemmi delle quattro città capoluogo del circondario: Pavia, Bobbio, Mortara e Voghera e, di Carlo Sara, un affresco con soggetto patriottico sulla volta dello scalone d'ingresso. Ancora nel 1892-1893 venne presentato un complesso piano di ristrutturazione dell'edificio: esso prevedeva la costruzione di un piccolo edificio di raccordo in corrispondenza del passaggio esistente tra i due palazzi dell'amministrazione provinciale e della prefettura, che sulla piazza avrebbe presentato un  cancello in ferro battuto sormontato da balcone.
Il progetto approvato nella seduta del 25 novembre 1936 dalla commissione edilizia: Per costruire il nuovo palazzo del Governo, inaugurato da Mussolini il 3 novembre 1936, fu necessario demolire la Casa dello studente e altri edifici a sud per creare nuove vie d'accesso e una grande piazza, progettata dall'ingegnere Pellegrini nel 1934. L'architetto Carlo Morandotti fu incaricato di progettare il palazzo in stile fascista, con una Torre Littoria. L'edificio (realizzato entro l'autunno 1939) si raccorda da un lato con la costruzione dell'ex monastero gesuita occupato dalla questura, dall'altro con la moderna costruzione del palazzo del Governo, di cui rivediamo l’imponente portale marmoreo ad interruzione del monocromo paramento murario in mattone.

## Descrizione
L'intero complesso è reso omogeneo dal rivestimento completo delle facciate in mattoni di litoceramica, lavorato con bugnato e lesene, adottato sia per i corpi nuovi che per quelli esistenti, come l'edificio della questura e la caserma degli agenti di pubblica sicurezza. Il rivestimento in lastre di marmo chiaro è utilizzato sia per il prospetto principale dell'amministrazione provinciale, con l'ingresso e il balcone sovrastante unificati in un unico elemento, sia per il grande portale d'ingresso con balcone sporgente del palazzo del Governo, il cui prospetto è ordinato secondo una simmetria centrale e presenta una tessitura del rivestimento che alterna fasce in mattoni a sottili corsi orizzontali in marmo. Anche il basamento e la cella di coronamento della torre sono in marmo.
Il linguaggio architettonico adottato unisce elementi del Novecento a tratti monumentali tipici di parte dell'architettura fascista.
(dalla relazione di progetto)

### Interni
Gli interni del palazzo del Governo di Pavia riflettono l'eleganza e l'autorità dell'istituzione, combinando elementi storici con funzionalità moderne. Entrando nell'edificio, i visitatori sono accolti da un ampio atrio caratterizzato da alti soffitti e decorazioni. Le pareti sono spesso adornate con stucchi elaborati e pannelli in legno pregiato..
Al piano terra, l'atrio conduce a una serie di uffici amministrativi e sale di ricevimento. I pavimenti sono realizzati in marmo lucido, spesso decorati con motivi geometrici o floreali che richiamano lo stile architettonico dell'edificio.
Salendo al primo piano tramite un'imponente scala di marmo, si accede agli uffici del prefetto e alle sale di rappresentanza. Le finestre di questa stanza offrono una vista panoramica sulla piazza Guicciardi, permettendo di osservare l'attività cittadina.
Le sale di rappresentanza sono utilizzate per incontri ufficiali, cerimonie e conferenze. Queste stanze sono decorate con arazzi, dipinti storici e lampadari di cristallo che pendono dai soffitti alti.

### Facciata
Il prospetto principale dell'edificio si distingue per la sua simmetria e l'uso di materiali pregiati. L'ingresso principale, incorniciato da un grande portale in marmo con un balcone aggettante, è un punto focale della facciata. Questo portale è ornato con dettagli decorativi che alternano fasce di mattoni a sottili corsi orizzontali in marmo, creando un effetto visivo dinamico. La simmetria centrale del prospetto è ulteriormente accentuata dalla disposizione ordinata delle finestre e delle lesene, che contribuiscono a un senso di equilibrio e proporzione.

### Torre Littoria
Un elemento caratteristico della facciata è la torre Littoria, che si eleva con imponenza e offre un punto di riferimento visibile da diverse parti della città. Il basamento della torre è solido e massiccio, realizzato anch'esso in marmo, fornendo una base stabile e visivamente accattivante. La cella di coronamento, situata nella parte superiore della torre, riprende elementi architettonici classici, simili a quelli della torre del palazzo del Comune a Sabaudia, progettata da Piccinato, Montuori, Cancellotti e Scalpelli. Questa cella è decorata con dettagli che enfatizzano la verticalità e la monumentalità della torre. Le lesene e le cornici che decorano la torre sono lavorate con precisione, contribuendo a un senso di profondità e texture. Le finestre, disposte in modo simmetrico lungo l'altezza della torre, sono incorniciate con elementi decorativi che ne sottolineano la verticalità.

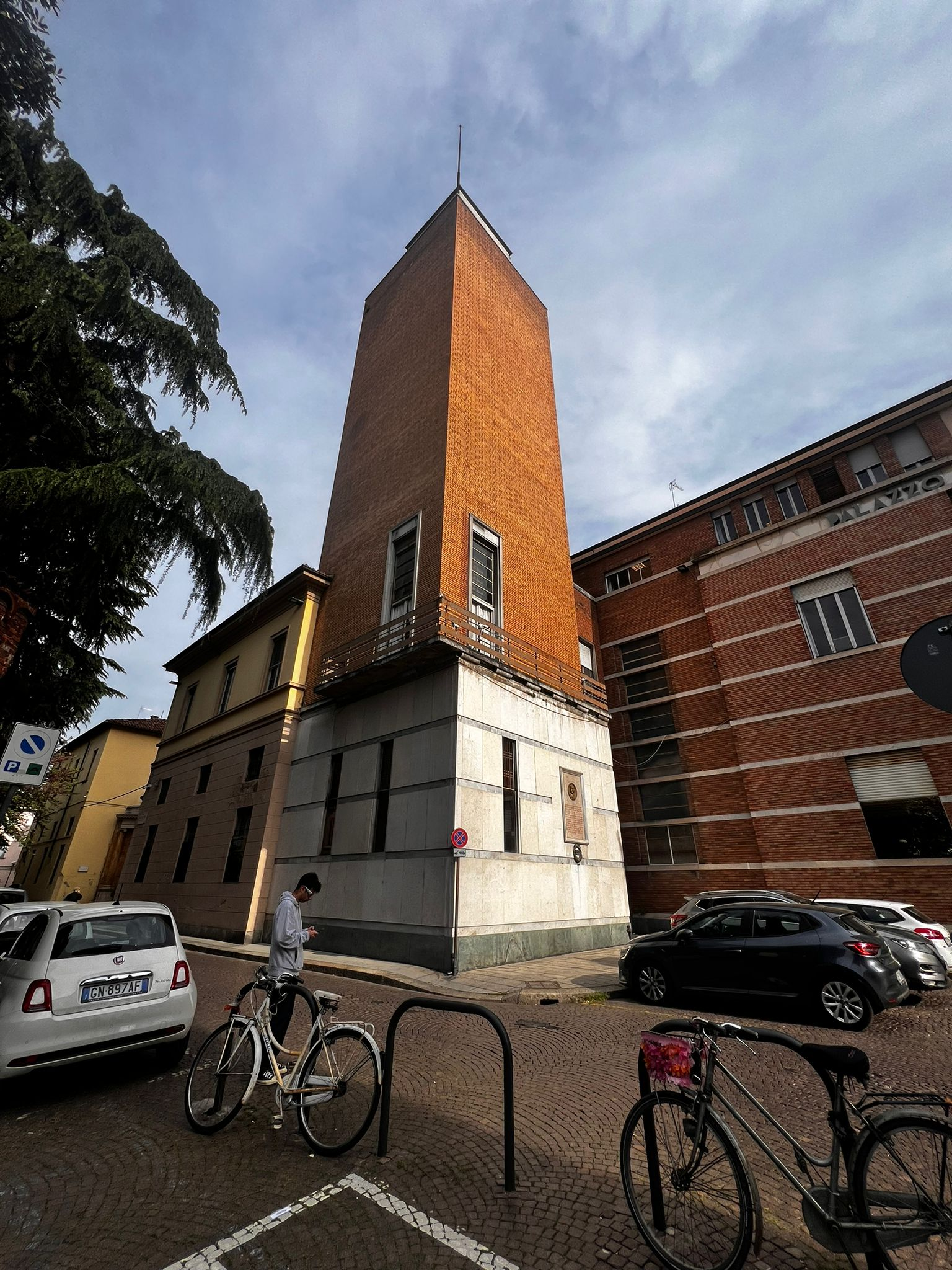
vista dal passo Torre Littoria (Palazzo del Governo, Pavia)